# 諏訪頼雄
諏訪 頼雄（すわ よりかつ）は、江戸時代前期の信濃国諏訪藩の家老。諏訪図書家初代。諏訪頼忠の四男。兄頼水に家老として仕え、領内の新田開発に功績があった。

## 略歴
諏訪頼忠の四男として生まれる。幼少時は父が臣従した徳川家康の人質として、家康居所の駿府で過ごす。文禄元年（1592年）、上野国総社領主となった兄・頼水に仕えた。
慶長5年（1600年）、関ヶ原の戦いの際には、徳川秀忠付きとなった頼水の供をして、上野国高崎城を守備した。慶長6年（1601年）、頼水が功績により旧領信濃高島へ転封となるとそれに従う。頼水の意向に従って、領内原山の新田開発を指揮し、慶長15年（1610年）に完成させた。慶長16年（1611年）、江戸藩邸で火災が起こり、火元となった藩士高山左太夫の処罰を巡って、厳罰を主張する頼水に諫言して対立し、他の重臣たちと共に藩を退去する。翌慶長17年（1612年）、屋代秀正、小笠原秀政の仲裁により頼水が折れて帰参する。慶長19年（1614年）、元和元年（1615年）、大坂夏冬両陣では甲府城守備を命じられた頼水に従う。
齢松山福寿院（茅野市）を開基する（年代不明）。
元和7年（1621年）、病により隠居して家督を嫡男の盛政に譲る。寛永8年（1631年）11月4日死去。
代々高島城二の丸に居住し二の丸家と呼ばれ、8代頼保は二の丸騒動で切腹を命じられる。図書家は家名断絶した。

## 人物
婚儀の際、松平近正が火車退治に用いた藤嶋友重の刀（火車切）と火車の爪を贈られ、代々家宝として伝えた。
原山新田の開発に尽力したことから領民に崇敬され、鎮守社に兄頼水と共に祭られた。